# O'Neill, Nebraska
O'Neill är administrativ huvudort i Holt County i Nebraska. Orten har fått sitt namn efter grundaren John O'Neill och dess smeknamn är "Nebraska's Irish Capital". Enligt 2020 års folkräkning hade O'Neill 3 581 invånare.

## Kända personer från O'Neill
- Clayton Danks, rodeoryttare
- Harry Owens, orkesterledare